# Ромео Бернотті
Ромео Бернотті (італ. Romeo Bernotti, 24 лютого 1877, Марчіана-Марина — 18 березня 1974, Рим) — італійський адмірал та політик.

## Біографія
Ромео Бернотті народився 24 лютого 1877 року в Марчіана-Марина. У дванадцятирічному віці вступив до Військово-морської академії в Ліворно, яку закінчив у 1894 році у званні гардемарина. Після закінчення академії ніс службу на різних кораблях, а також в Департаменті артилерії та озброєнь в Ла-Спеції. У званні лейтенанта командував канонерським човном «Себастьяно Вентєре», який базувався в порту Массауа.
Під час італійсько-турецької війни (1911—1912) командував міноносцями «108 S», «146 S» і «Саффо».
Під час Першої світової війни у званні капітана III рангу командував есмінцем «Дардо», потім «Кораццьєре», і зрештою «Іррек'єто». Брав участь в численних операціях в Адріатичному морі проти ворожого узбережжя, за що був нагороджений Бронзовою медаллю «За військову доблесть» та Хрестом «За військові заслуги».
Після закінчення війни протягом 1919—1922 років у званні капітана II рангу, а згодом капітана I рангу, ніс службу у військово-морській академії в Ліворно, а потім в Інституті морської війни (італ. Istituto di guerra marittima). У 1923 році був переведений в Ла-Спецію. У 1926 році у званні капітана I рангу, ніс службу на лінкорі «Данте Аліг'єрі», і пізніше у званні контрадмірала — на борту лінкора «Конте ді Кавур». У 1927 році був призначений командувачем Військово-морського командування в Неаполі.
У листопаді 1928 року отримав звання дивізійного адмірала і був призначений заступником начальника генерального штабу. Перебував на цій посаді до жовтня 1929 року, після чого був призначений командувачем 2-ї морської дивізії. З липня 1931 року по лютий 1932року був президентом комісії з прийомки нових крейсерів.
Протягом 1932—1934 років командував Військово-морською академією та навчальною морською дивізією. З листопада 1934 року по вересень 19335 року командував Військово-морським командуванням в Адріатичному морі. Протягом 1935—1937 років командував 2-ю морською ескадрою (флагманський корабель — крейсер «Емануеле Філіберто Дука д'Аоста»).
У наступні роки був президентом Вищої ради флоту (італ. Consiglio superiore di Marina) та президентом Комітету адміралів (італ. Comitato ammiragli). 25 березня 1939 року призначений сенатором. Був членом Національної фашистської партії.
У лютому 1940 року виведений в запас. У серпні того ж року на нетривалий термін повернувся на військову службу і брав участь в роботі італійсько-німецької комісії з перемир'я з Францією.
У червні 1940 року отримав звання адмірала флоту. Протягом 1939—1942 років був президентом Ліги Флоту (італ. Lega Navale).
Помер у Римі 18 березня 1974 року.

## Праці
Ромео Бернотті був автором низки книг та статей з військово-морської історії, тактики та стратегії дій флоту.
Основні праці:
- La velocità nella tattica navale (Roma 1900);
- Sui fondamenti della tattica navale (ivi 1901);
- Il contatto strategico nella guerra navale (ivi 1901);
- Lezioni di storia navale (per gli ufficiali del corso complementare della R. Accademia navale; Livorno 1908);
- Fondamenti di tattica navale (ivi 1910);
- Fondamenti di strategia navale (ivi 1911);
- Il potere marittirno nella Grande guerra (ivi 1920);
- La guerra marittima (Firenze 1923);

## Нагороди
- Бронзова медаль «За військову доблесть»
- Хрест «За військові заслуги»
- Кавалер Ордена Корони Італії
- Офіцер Ордена Корони Італії
- Командор Ордена Корони Італії
- Великий офіцер Ордена Корони Італії
- Кавалер великого хреста Орден Корони Італії
- Кавалер Ордена Святих Маврикія та Лазаря
- Офіцер Ордена Святих Маврикія та Лазаря
- Командор Ордена Святих Маврикія та Лазаря
- Великий офіцер Ордена Святих Маврикія та Лазаря
- Кавалер великого хреста Ордена Святих Маврикія та Лазаря
- Пам'ятна медаль за кампанії в Африці
- Пам'ятна медаль італійсько-турецької війни 1911—1912
- Пам'ятна медаль Італо-австрійської війни 1915—1918
- Медаль «В пам'ять об'єднання Італії»
- Маврикіанська медаль заслуг за 10 п'ятиліть бездоганної військової кар'єри
- Золотий хрест за вислугу років